# 雪未來
雪未來（英語：SNOW MIKU）是初音未來的二次創作延伸角色，頭髮與衣服以藍色和白色為主色調。起先為畫師的創作素材，直到2010年於札幌雪祭中誕生，並正式成為札幌冰雪節的應援角色。後來也成為札幌雪祭的代言人和雪祭期間舉辦的活動「SNOW MIKU」的形像大使。的官方翻譯為「雪未來」，華語圈通常稱「雪初音」。其外表形象從2012年起開始在piapro上宣布當年度主題並進行公開徵稿，之後由網友投票決定其形象，每年有很大的不同。除上述活動外，雪未來也擔任冬季北海道的形象大使、「YOSAKOI索朗節」的應援大使（2015年起）和2017年亞洲冬季運動會的宣傳大使。

## 誕生
最初「雪初音」是CRYPTON旗下的虛擬電子歌姬——初音未來所衍生的二次創作角色之一，2010年的札幌雪祭中所製作出來的初音雪雕以及由畫家描繪出雪白色的初音未來為契機而誕生的，誕生後作為網路上的創作素材廣受歡迎。
在2010年開始由札幌雪祭官方正式認可為活動代言角色，於活動期間內會以配合該年主題的應援形象（每年主題都不相同）出現，並且發售一系列周邊產品。商業化後「SNOW MIKU／」便作為官方註冊的正式名稱登場，每年都會在北海道舉辦以雪初音為主角的祭典活動「SNOW MIKU」。
官方譯名為「雪未來」；作為吉祥物存在的兔子搭檔原先並無名字，直到經過對外募集後，2013年官方才宣布名字、正式譯名為「Rabbit Yukine」。

## 形象歷史
自2010年的「SNOW MIKU」以來，雪未來每年都有一個新形象。2012年後則是由札幌雪季官方、GoodSmile和CRYPTON三方合作宣布年度主題並對外公開徵稿，經由網友票選後決定。
另外，根據官方的公告，年份的計算是用跨過年之後的年份標明的。

### 雪未來2010
2009年冬季出現，角色形象由設計，頭髮和衣服的顏色都是白色，統一淡藍色領帶和銀色的髮尾，並裝飾有雪晶的圖案。
在第六十一屆札幌雪祭期間（2010年）出現雪人黏土人——雪未來，編號097，持有物為青藍色的蔥。之後每到札幌雪祭推出紀念性黏土人成為慣例。

### 雪未來2011
2010年冬季出現，和之前形象相比多了圍巾、手套和耳罩，而且耳機和圍巾上的雪晶圖案是有規律的。
該年不僅北海道新聞有報導雪未來，當地的電車也彩繪上雪未來，還有舉辦相關的展覽。

### 雪未來2012

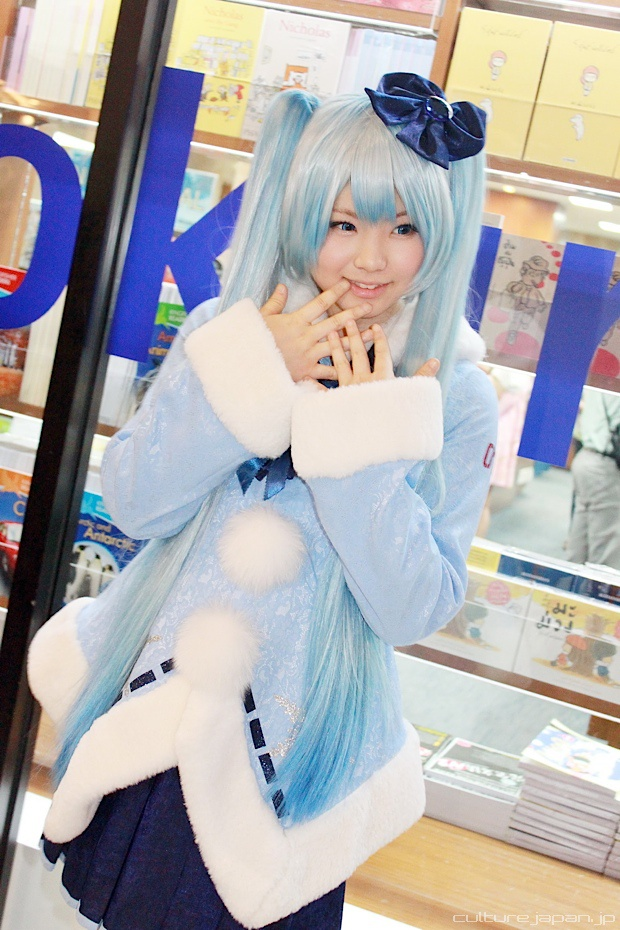
雪未來2012的Cosplay（Cosplayer：Enako）

首次公開徵募（2011年），主題為「寶石」。最後由菜菜香（菜々香）勝出。形象變成穿有蓬鬆淡藍色絨球的外套，胸前和頭上帶有深藍色的絲帶。此外，手套、裙子、長度到大腿的靴子也變成深藍色。

### 雪未來2013
2012年在piapro進行公開徵稿，主題為「甜品」。最後選取了虹汰的作品。以草莓大福為主題，身穿白無垢，因此又稱為「白無垢雪初音」。這次的風格設計與以往的有很大的不同，用和服渾身散發出一種高雅的氣質，很有日本童話的感覺。另外，為配合棉帽設計，雙馬尾的部分也有些許不同。

### 雪未來2014

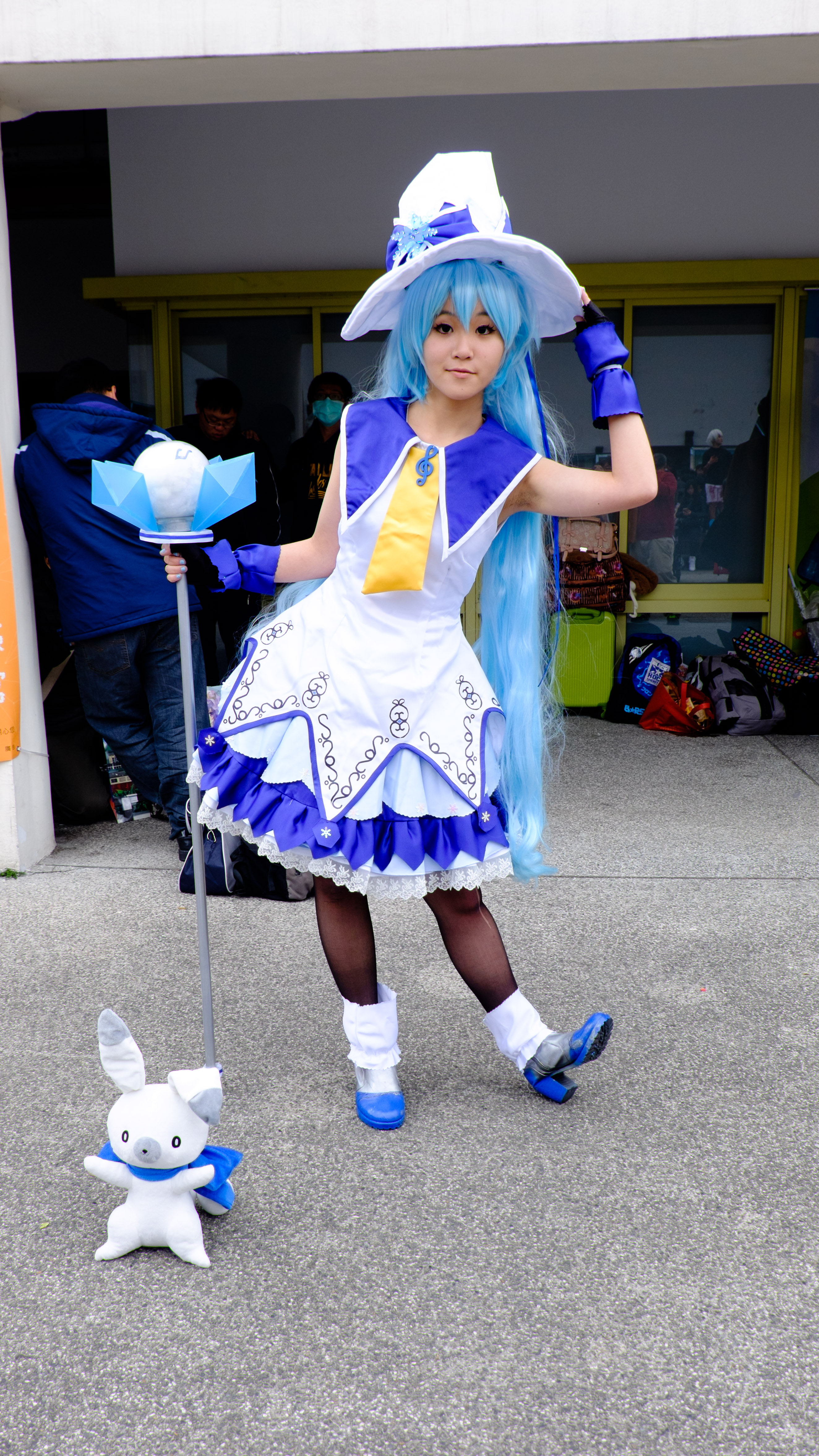
雪未來2014的Cosplay，Cosplayer旁邊的是雪未來的寵物雪音兔

2013年在piapro進行公開徵稿，主題為「魔法少女」，此次要求角色的服飾有北海道風雪的印象，同時具有魔法少女的屬性。最後選取了dera_fury的作品，官方插畫由CHRIS負責，同時還發布官方主題曲〈喜歡！雪！真實的魔法〉。又因為形象為魔法少女，故被稱為「魔法少女雪初音」。該年黏土人正式命名為「黏土人雪初音 Magical Snow Ver.」，編號380，外盒配合主題做成「魔法書」的外觀。
同年，雪未來的寵物——雪音兔有了名字：(Rabbit Yukine)。

### 雪未來2015
2014年在Piapro進行公開徵稿，主題為「象徵北海道的各種植物」。最終選取了的作品；雪音兔設計則由羽雪勝出。官方插畫由Nardack負責，官方主題曲為〈Snow Fairy Story〉。因為以植物“鈴蘭”設計形象，故被稱為「鈴蘭初音」。髮飾是鈴蘭和葉子，加上雪花蓮的裙子，白樺的耳機等等相當多的植物元素。
本次官方也推出跑酷遊戲來宣傳「SNOW MIKU 2015」和札幌。

### 雪未來2016
2015年在piapro進行公開徵稿，主題為「冬季運動為聯想」。最終選取了御伽炬燵（御伽こたつ）的設計（雪未來和雪音兔設計皆為其獲選），此次雪未來外型帶有針織帽、護目鏡，以及帶有雪晶圖案的圍巾，雙馬尾分別分岔為二條以呈現滑雪時的飄逸感。官方主視覺形象由豆の素繪製，官方主題曲〈在雪融化之前〉。

### YOSAKOI雪未來
應援2015年YOSAKOI拉網小調節（該年活動期間：2015年6月10日～6月14日）時出現的新形象，角色形象由設計，主題曲為〈Gohatto Disco〉。該年活動中，雪未來作為應援角色，在6月14日的節日巡遊中登場。
隔年（2016年）延續活動，活動期間從2016年6月8日到6月12日，活動歌曲沿用〈Gohatto Disco〉，宣傳畫改由設計。

### 雪未來2017
2016年進行公開徵稿，主題為「北海道冬季的星座／星空印象」。今年修改了投票制度，在niconico生放送選出結果後，再度進行為期五天的網路投票。結果在2016年9月9日～11日的「 2016」中公布。最終選取了的設計；雪音兔形象則是由LF獲選。新的雪未來形象穿有輕柔涼爽的裝束裝飾大量的星星和深藍色的絲帶以及可透視的摺邊，加上用雪晶繪製成的五線譜。黏土人為「雪未來 Twinkle Snow Ver.」編號No.701。官方主視覺形象由comet繪製，官方主題曲〈Star Night Snow〉由n-buna和Orangestar聯合創作。

### 雪未來2018
2017年4月14日至5月12日17:00止，為來年的雪未來進行慣例的形象徵稿，預計在9月1至3日舉行的上公布徵選結果。這次的主題為「以北海道的雪為概念的動物」。本次的徵選同樣採用網路投票，niconico先行後，再在官方網站進行為期五日的投票，而雪音兔型像不再分開徵選。最後由的設計勝出，選用「丹頂鶴」做為北海道的代表動物，本次形象設計一改過去歷代以藍綠色、湖水藍或淺藍色做為髮色基底，以白色為主。黏土人命名為「黏土人 雪未來 丹頂巫女Ver.」。官方主視覺形象由Yasumo繪製，主題曲由TOKOTOKO（西沢さんP）創作，曲名為。

### 雪未來2019
主崗哨扯

## SNOW MIKU

### 活動介紹

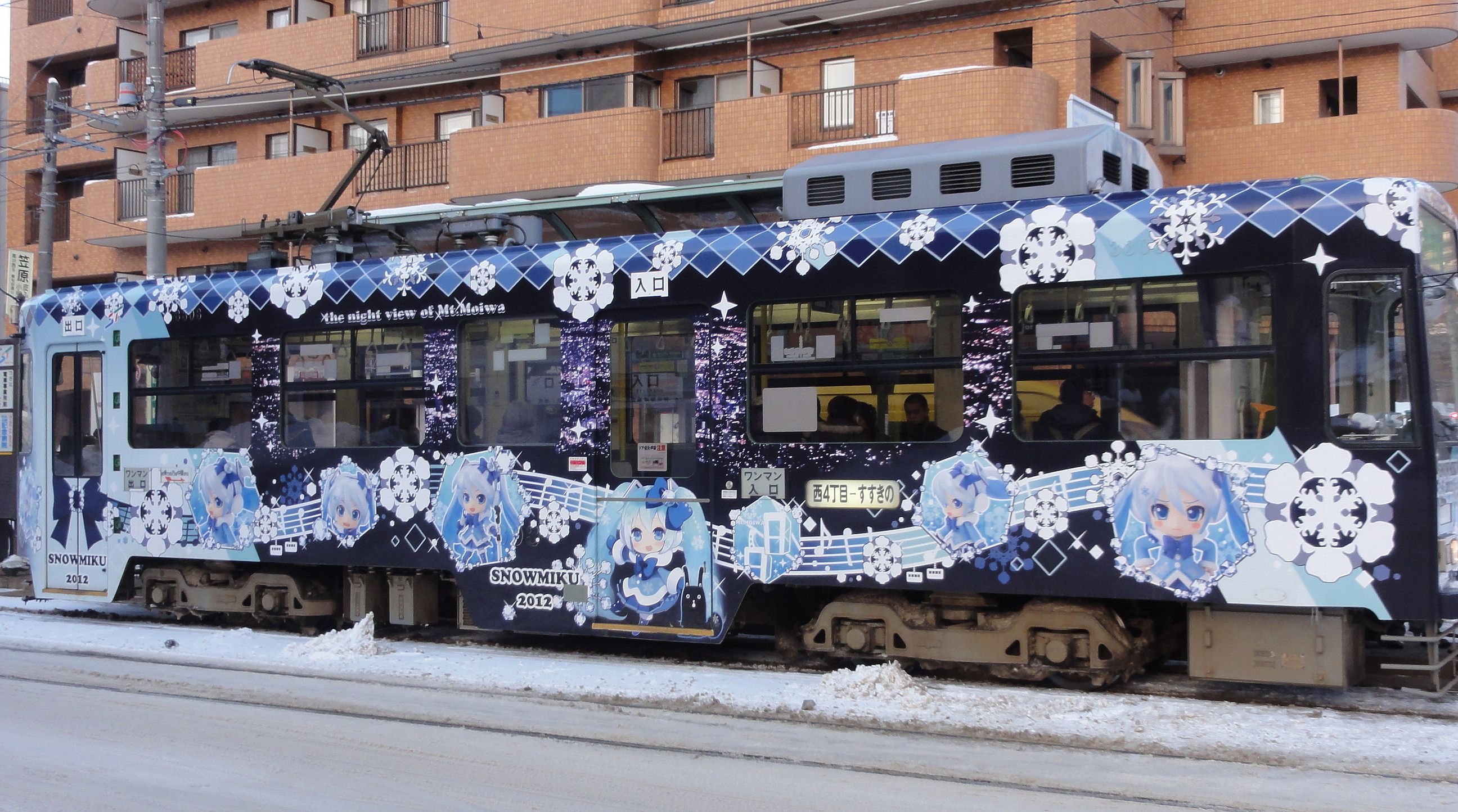
SNOW MIKU 2012期間彩繪上雪未來的札幌市交通局3300形電車

「SNOW MIKU」是配合札幌雪祭在札幌市舉行的活動，由Crypton Future Media策劃，圍繞這個角色展開的活動。活動時間和札幌雪祭一致（約每年的2月）。
早期的「SNOW MIKU」活動，只有大通公園的雪雕、Good Smile Company設計的周邊商品、為初音獻聲的聲優藤田咲擔任列車播音員（SNOW MIKU 2011），和《初音未來 -名伶計畫-》街機版的宣傳。之後活動漸漸增加，自2011年（第62屆札幌雪祭）開始增加彩繪電車，2012年開始和新千歲機場合作，並推出Snow Miku公式冊子，以地圖形式列出札幌市內相關活動。活動過往都用「初音未來」冠名，後來漸漸改為「雪初音」。

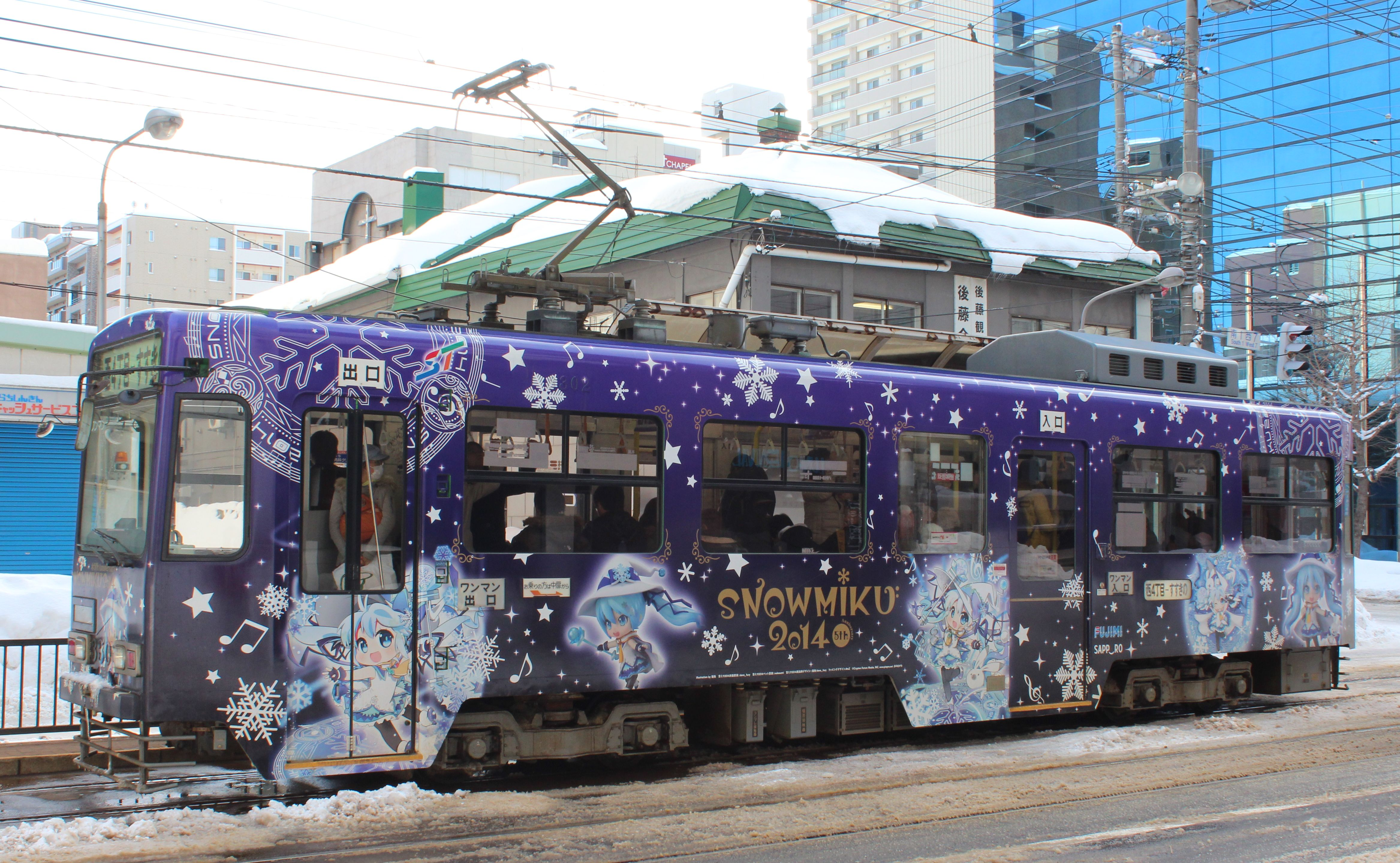
SNOW MIKU 2014期間彩繪上魔法少女雪初音的札幌市交通局3300形電車

活動以2012年為分界線，活動最開始名稱為「SNOW MIKU for SAPPORO」，2012年開始改為「SNOW MIKU」，並在2011年末開始在piapro上進行雪未來2012的形象的公開徵稿。此後，年末為下一年雪未來形象進行公開徵稿也成為慣例。
之後每屆SNOW MIKU期間，固定都會有都會有大通公園內的雪雕、札幌市內的雪初音彩繪電車、紀念性黏土人和相關周邊、新千歲機場的宣傳；每年活動期間也有許多非固定的相關活動。例如：札幌市鐘樓推出特色門票和文件夾（2015年起）；日本全家便利商店配合SNOW MIKU，在札幌的四家分店加入雪初音相關飾物或其他周邊等等；許多遊戲也推出合作活動，商家也推出期間限定商品，還曾有旅行社推出的專門行程。官方也會和許多商家合作，例如在SNOW MIKU 2016時，為了因應當年主題（雪地運動）而和企業合作推出旅行方案「SNOW MIKU 2016 Official Tour」；同時還和知名企畫《LoveLive!》合作並推出多種周邊。另外，在SNOW MIKU 2015開始，出現雪初音彩繪摩天輪。SNOW MIKU 2017和北都交通合作，推出雪未來彩繪接駁巴士（新千歲機場連絡巴士）。

### 歷年合作活動
此表僅列出部分合作活動，依照SNOW MIKU年份排列，同一年者順序隨機。若之後每年皆會有則僅在開始的那年列出，之後的年份不再重複陳列。
| 年份           | 合作方                  | 合作內容                                              | 備註                                                   |
| -------------- | ----------------------- | ----------------------------------------------------- | ------------------------------------------------------ |
| SNOW MIKU 2010 | Good Smile Company      | 雪初音黏土人                                          | 此後每年SNOW MIKU推出紀念黏土人成為慣例                |
| SNOW MIKU 2010 | 不適用                  | 大通公園內的雪雕                                      | 此後每年SNOW MIKU皆會有此活動                          |
| SNOW MIKU 2011 | 札幌市交通局            | 雪初音彩繪電車                                        | 此後每年SNOW MIKU皆會有雪初音彩繪電車 札幌鐵路線限定   |
| SNOW MIKU 2011 | 藤田咲                  | 雪初音電車車內廣播                                    | 此後每年SNOW MIKU皆會有此活動                          |
| SNOW MIKU 2012 | 新千歲機場              | 推出Snow Miku公式冊子，以地圖形式列出札幌市內相關活動 | 範例                                                   |
| SNOW MIKU 2012 | 任意對象                | SNOW MIKU來年形象公開徵稿                             | 此後公開徵稿來年形象成為慣例                           |
| SNOW MIKU 2012 | 日本全家便利商店        | 店內裝飾有與雪初音相關的裝飾                          | 札幌四家分店限定                                       |
| SNOW MIKU 2013 | Ameba Pigg （線上遊戲） | 在雪季期間推出各類雪初音場景和服飾                    |                                                        |
| SNOW MIKU 2014 | 新千歲機場              | SNOW MIKU Sky Town開幕                                | 位於機場國內線航廈4F全年無休的常設店鋪                 |
| SNOW MIKU 2014 | 魔法少女大戰 （遊戲）   | 雪祭期間雪初音2014為可選角色                          |                                                        |
| SNOW MIKU 2015 | 札幌市鐘樓              | 特色門票和文件夾                                      | 此後每年SNOW MIKU皆會有此活動                          |
| SNOW MIKU 2015 | 日本全家便利商店        | 雪未來相關周邊商品                                    | 札幌的分店限定                                         |
| SNOW MIKU 2015 | 限量的雪未來飲料        |                                                       |                                                        |
| SNOW MIKU 2015 | MIRAI.ST cafe           | 活動期間推出雪未來為主題的甜點飲品並出售部分周邊      |                                                        |
| SNOW MIKU 2015 | ノルベサ                | 雪初音彩繪摩天輪                                      | 此後每年SNOW MIKU皆會有此活動                          |
| SNOW MIKU 2016 | 雪地運動相關企業        | SNOW MIKU 2016 Official Tour                          | 因應當年主題（雪地運動）而和企業合作推出的旅行方案     |
| SNOW MIKU 2016 | 《LoveLive!》           | 相關合作周邊商品                                      |                                                        |
| SNOW MIKU 2016 | 《Crash Fever》         | 推出期間限定合作活動                                  | 僅日版                                                 |
| SNOW MIKU 2017 | 北都交通 (北海道)       | 雪未來彩繪接駁巴士（新千歲機場連絡巴士）              |                                                        |
| SNOW MIKU 2017 | 《Crash Fever》         | 推出期間限定合作活動（與SNOW MIKU 2017合併舉辦）      | 日版、台港澳繁體中文版皆有舉辦此限定合作活動           |
| SNOW MIKU 2018 | 《Crash Fever》         | 期間限定初音合作第三彈                                | 目前已確認日版、台港澳繁體中文版以及韓國版有此合作活動 |
| SNOW MIKU 2018 | 高橋集團                | 、四間店限定                                          | 有分全店皆有及札幌中央店限定兩種不同內容               |

## 相關資料
- VOCALOID衍生角色

## 外部連結
- 雪ミク 公式的X（前Twitter） （日語）
- 雪ミク総合サイト （页面存档备份，存于）（日語）
- ラビット【公式】ユキネ的X（前Twitter） （日語）
- 札幌雪祭｜SAPPORO SNOW FESTIVAL （页面存档备份，存于）
- SNOW MIKU Sky Town
- SNOW MIKU 2012 （页面存档备份，存于）（日語）
- SNOW MIKU 2013（日語）
- SNOW MIKU 2014 （页面存档备份，存于）（日語）
- SNOW MIKU 2015 （页面存档备份，存于）（日語）
- SNOW MIKU 2016 （页面存档备份，存于）（日語）
- SNOW MIKU 2017 （页面存档备份，存于）（日語）
- SNOW MIKU 2018 （页面存档备份，存于）（日語）
- SNOW MIKU 2019 （页面存档备份，存于）（日語）